# Muqataa
Koordinaten: 31° 54′ 44,4″ N, 35° 12′ 30,8″ O

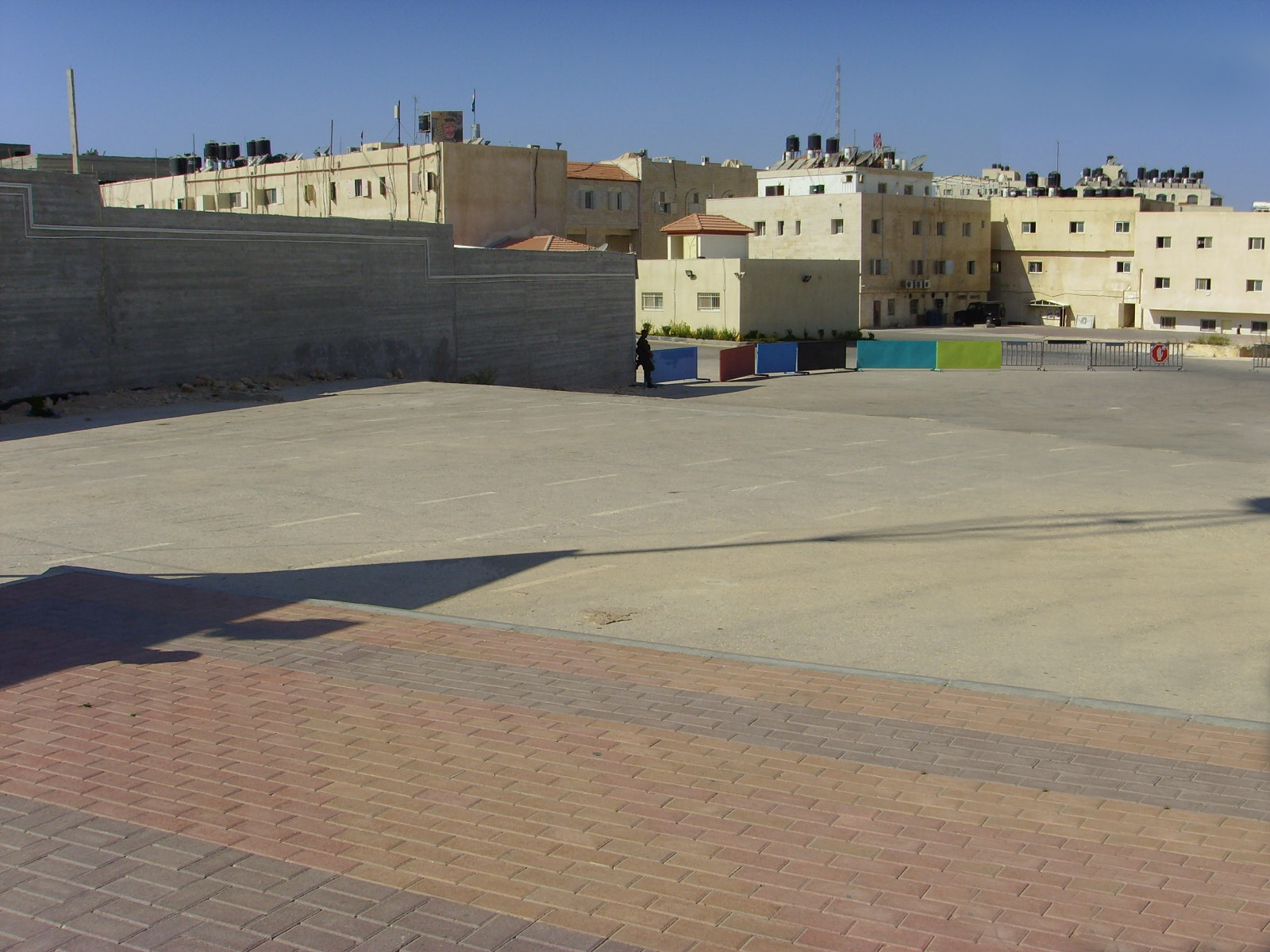
Der Amtssitz des palästinensischen Präsidenten

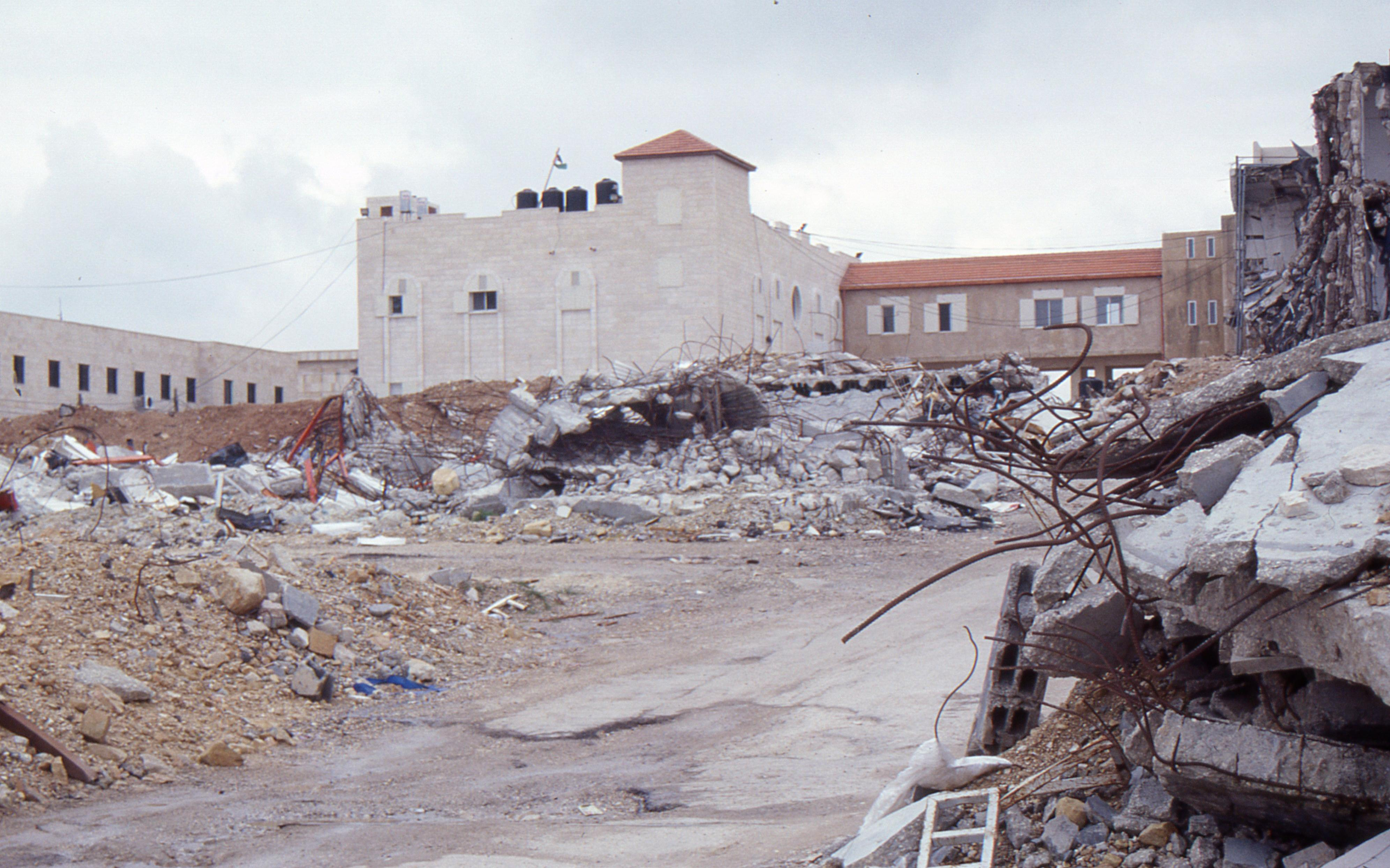
Weitgehend zerstörter Amtssitz Arafats im März 2003

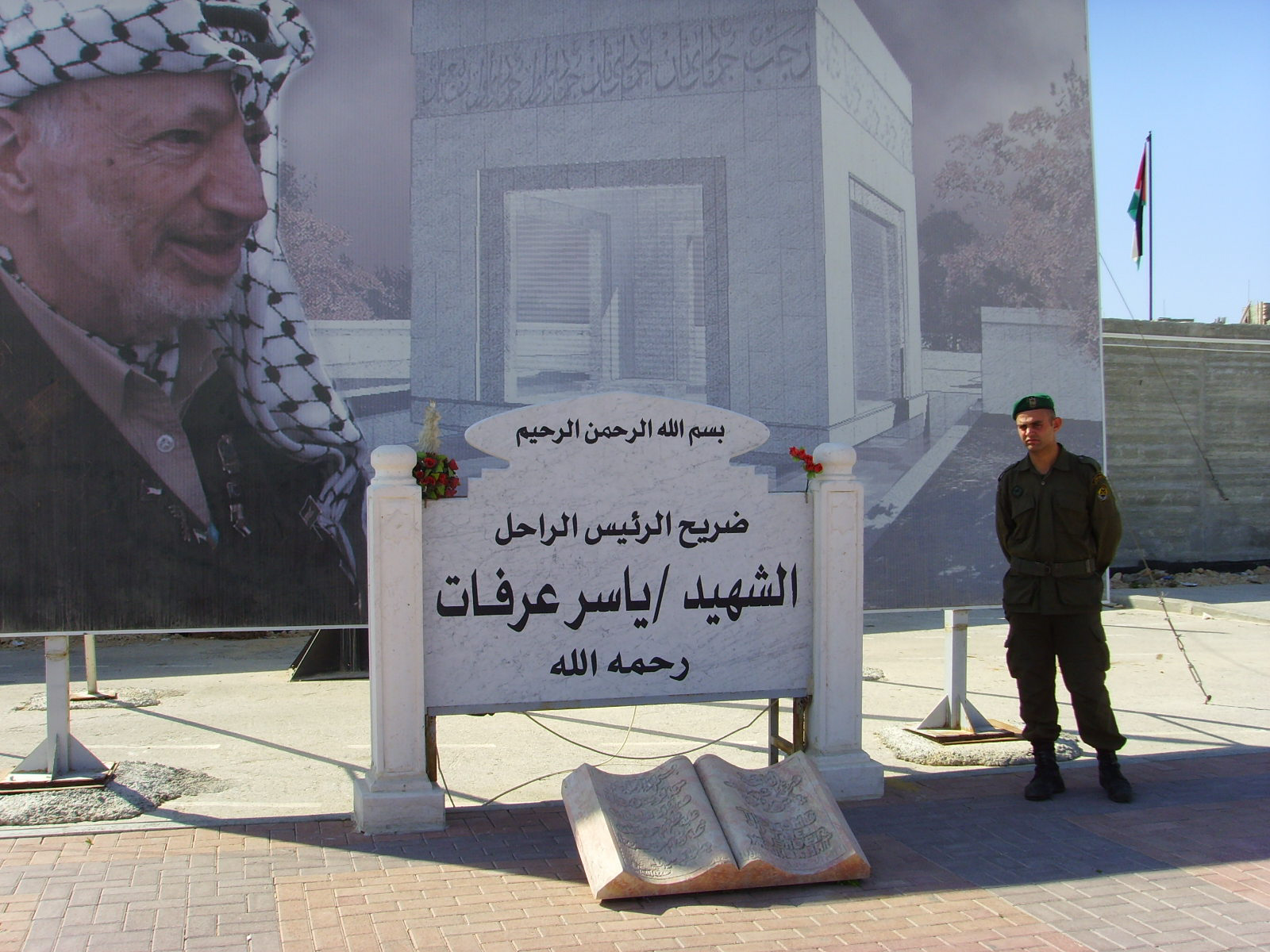
Das Grab von Jassir Arafat. Hinter dieser Plakatwand entstand das Mausoleum

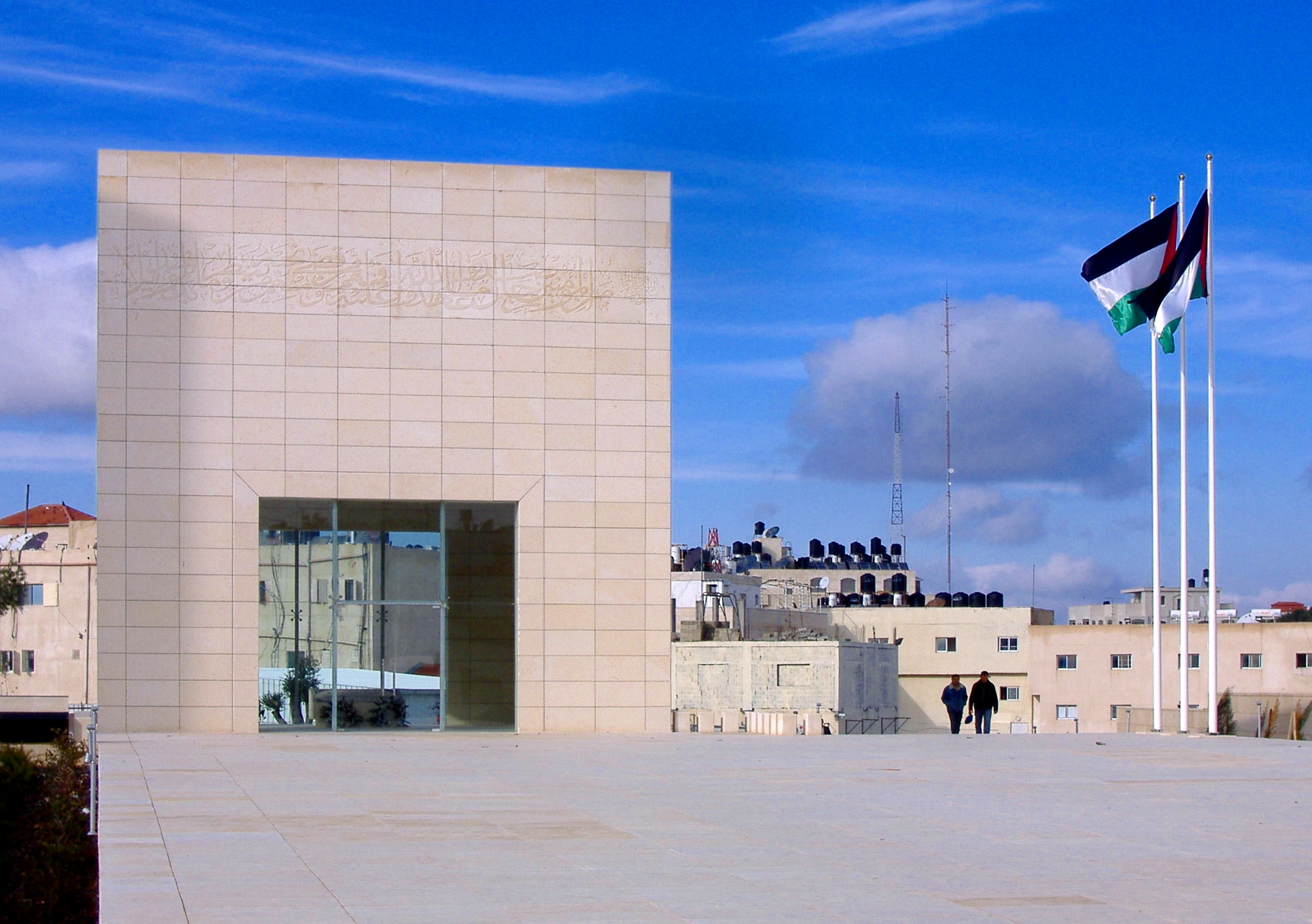
Das Mausoleum im Januar 2008

Die Muqataa oder Mukata (arabisch مقاطعة Muqāṭaʿa ‚Bezirk“, auch „Hauptquartier‘) in Al-Bireh genau an der Grenze zu Ramallah (Westjordanland) ist der Sitz des Präsidenten der palästinensischen Autonomiebehörde und stellt einen militärischen Bereich dar.

## Lage
Das weitläufige Gelände liegt an der Ostseite der nördlichen Hauptstraße, die nach Bir Zeit führt. Da die Gemeindegrenze zwischen Ramallah und Al-Bireh genau an der westlichen und südlichen Grundstücksgrenze verläuft, befindet sich der gesamte Komplex im Gemeindegebiet von Al-Bireh.

## Geschichte
Vor 1948 diente dieser Komplex den Briten ebenfalls als Hauptquartier. Sie errichteten während der Mandatsherrschaft in den 1920er Jahren eine Kaserne, ein Gefängnis und Unterkünfte für Offiziere. Nach 1948 übernahmen und erweiterten die Jordanier, ab 1967 die Israelis das Areal durch weitere Gebäude. Dort waren die Büros der israelischen Militärverwaltung untergebracht.
Nach dem Friedensabkommen von Oslo 1993 verlegten die Israelis ihre Büros in das nahe Bet El und übergaben den Komplex der Palästinensischen Autonomiebehörde. Von 1996 bis November 2004 war es Hauptquartier und Amtssitz des 1. Palästinenserpräsidenten Jassir Arafat (1929–2004). Im September 2002 wurde ein Teil des ca. 1 km² großen Gebäudekomplexes während einer israelischen Militäroffensive zerstört. Drei Jahre stand Arafat in seinem Amtssitz faktisch unter Hausarrest. Nach seinem Tod in Paris wurde sein Leichnam über Ägypten mit einem Hubschrauber in die Muqataa überstellt, wo ein Staatsbegräbnis direkt auf dem Areal vorgesehen war. Wegen des großen Andrangs kam es zu chaotischen Szenen und die Beerdigung wurde schnell und formlos über die Bühne gebracht. Über dem Grab wurde bis 2007 eine Moschee als Grabmal gebaut.
Unter Präsident Mahmoud Abbas wurde der Komplex wieder aufgebaut. Auf dem Gelände befand sich bis 2007 auch das Passamt, das inzwischen neben dem Innenministerium in Al-Bireh neu errichtet wurde. So befinden sich heute neben dem Amtssitz des Präsidenten nur mehr Repräsentationsgebäude, das Grabmal für Arafat und eine Kaserne der Präsidentengarde. Es ist auch ein Hubschrauberlandeplatz vorhanden.